# 왕은 즐긴다

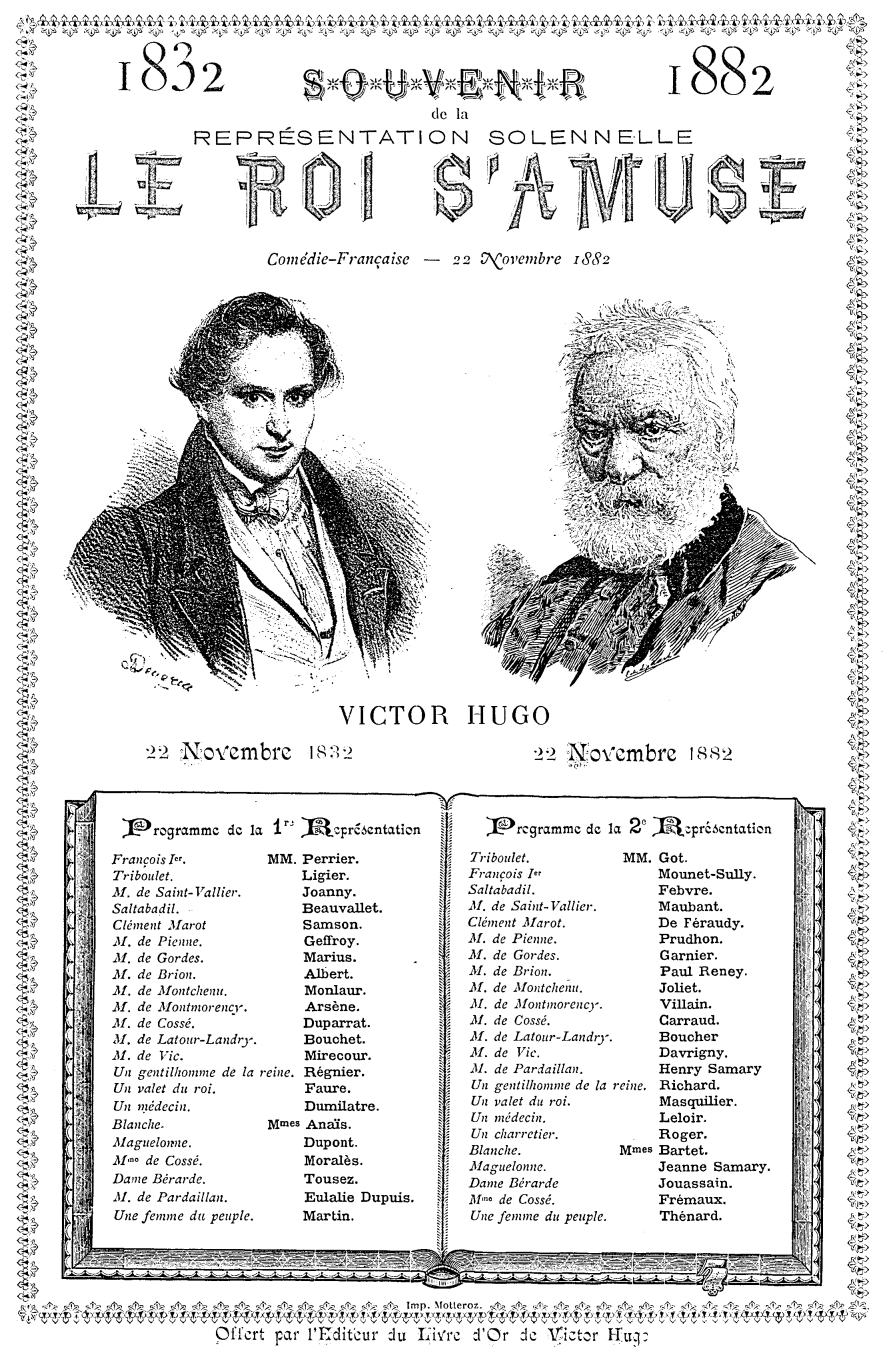

《왕은 즐긴다》(프랑스어: Le roi s'amuse)는 빅토르 위고가 쓴 희곡으로, 1832년 11월 22일에 초연했으나, 초연 직후에 정부가 상연을 금지했다.  베르디가 “우리 시대의 가장 위대한 이야기이자 아름다운 희곡”이라고 평한 작품이다.

## 개요
프랑수아 1세를 모델로 했다. 왕은 천박한 사람들과 어울리며 먹고 마시고, 광대이자 곱추인 트리불레의 익살에 시간가는 줄 모른다. 입속의 혀같이 굴며 왕을 방탕과 타락으로 이끄는 트리불레에게는 숨겨 둔 딸이 하나 있다. 그는 아들을 애지중지하며 모든 남자들의 손길에서 멀리 떨어뜨려 놓고자 한다. 특히 왕에게서. 하지만 그에게 앙심을 품고 있던 궁정 귀족들이 그녀를 납치해 난봉꾼인 프랑수아 1세에게 상납하고, 트리불레는 자객을 고용해 왕을 암살하려 한다. 하지만 진심으로 왕을 사랑하게 된 트리불레의 딸이 왕 대신 죽음을 맞는다.
프랑수아 1세와 마찬가지로 트리불레 역시 역사에 실존했던 인물이다. 광대의 죽음이라는 비극적 요소로 가벼운 분위기에서 시작된 극은 제 손으로 딸을 죽인 아버지의 통곡 가운데 처절한 비극으로 막을 내린다. 베르디는 이 작품을 “우리 시대의 가장 위대한 이야기이자 아름다운 희곡”이라고 평했다. 엄격한 검열로 초연한 지 50년 뒤인 1882년에서야 다시 공연될 수 있었다.

## 각색
주세페 베르디가 이 작품을 각색해 오페라 리골레토를 작곡했다.